# Трунін Вадим Васильович
Трунін Вадим Васильович (1935—1992) — російський письменник, сценарист. Заслужений діяч мистецтв Росії (1980).
Народ. 8 жовтня 1935 р. Закінчив Літературний інститут ім. М. Горького (1961) у Москві. Автор сценаріїв стрічок: «Останній хліб», «Білоруський вокзал», «Юнга Північного флоту», «Обпалені Кандагаром» та ін.
За його сценарієм в Україні знято фільм «На своїй землі» (1987).